# Sabineen
Sabineen of β-thujeen is een monoterpeen, dat voorkomt in de etherische olie van vele planten, onder meer van de laurier (Laurus nobilis), echte marjolein (Origanum majorana), wilde marjolein (Origanum vulgare), echte kamille (Matricaria chamomilla), echte tijm (Thymus vulgaris), pepermunt (Mentha piperita), aarmunt (Mentha spicata) en van Juniperus sabina waarnaar het is genoemd. Het is ook een voornaam bestanddeel van de olie van pepers, waaronder cubeb (Piper cubeba) en zwarte peper (Piper nigrum), en van wortelzaadolie (Daucus carota). Het is ook een van de terpenen die geëmitteerd worden door bloeiende koolzaadplanten (Brassica napus).
Sabineen is een bicyclische verbinding met een cyclopentaanring verbonden aan een cyclopropaanring. Het is een kleurloze tot lichtgele vloeistof, met een kenmerkende dennen- of citrusgeur.